# (52057) Clarkhowell
(52057) Clarkhowell est un astéroïde de la ceinture principale.

## Description
(52057) Clarkhowell est un astéroïde de la ceinture principale. Il fut découvert le 15 août 2002 à Cottage Grove par Michael Schwartz et Paulo R. Holvorcem. Il présente une orbite caractérisée par un demi-grand axe de 2,62 UA, une excentricité de 0,10 et une inclinaison de 9,4° par rapport à l'écliptique.